# Tölgyesi Krisztián
Tölgyesi Krisztián (Budapest, 1975. június 27. –) magyar cselgáncsozó, az ÚTE sportolója.

## Élete

### Sportkarrierje
Az ÚTE versenyzőjeként 1997 és 1999 között országos bajnok. A 2000. évi nyári olimpiai játékokon a magyar csapat tagjaként a 81 kg-osok súlycsoportjában (váltósúly) indult, ahol a második fordulóban kiesett. Ugyanebben az évben helyezetlen volt az Európa-bajnokságon, majd az év végén a főiskolai cselgáncs világbajnokságon sérülése miatt visszalépett. 2001-ben a csapat Európa-bajnokságon negyedik helyen végzett a válogatottal. A 2010-es budapesti szenior cselgáncs-világbajnokságon a 35-39 éves korcsoportban, a 81 kg-osok között az első helyen végzett. 2015-ös amsterdami szenior cselgáncs-világbajnokságon a 40-44 éves korcsoportban, a 90 kg-osok között a harmadik helyen végzett. Amszterdamban a második küzdelemben ujjsérülést szenvedett és így is csak a döntőbe jutásért tudta megállítani az olimpiai bajnok Mark Huizinga.

### Magánélete
Sportkarrierjének végeztével 2003-ban testvérével a családi vállalkozásukban kezdett dolgozni. Négy gyermeke van, akik közül ketten szintén cselgáncsoznak három éves koruk óta. Rendőri igazoltatás során autójában – 2008. október 23-án – a rendőrök bombákat találtak, majd a nála tartott házkutatás során előkerültek a kocsijában talált tárgyakhoz felhasznált anyagok. 2013 szeptember 19-én a Pesti Központi Kerületi Bíróság robbanószerrel való visszaélés bűntettében és szerzői jogok megsértése vétségében találta bűnösnek, és ezért a minimális két év börtönbüntetésre ítélte, a szabadságvesztés végrehajtását pedig a minimum két év próbaidőre felfüggesztette.